# Lakeview (California)
Lakeview è un census-designated place (CDP) degli Stati Uniti d'America situato in California, nella contea di Riverside. La popolazione nel 2010 ha raggiunto i 2 104 abitanti totali, mentre nel censimento del 2000 la popolazione era di 1 619 abitanti totali.

## Geografia
Secondo l'Ufficio del censimento degli Stati Uniti d'America, Lakeview ha un'area totale di 8.5 km2, di cui tutto è coperto di terra.